# Sakata
Sakata (jap. 酒田市 Sakata-shi) – miasto w Japonii (Honsiu), nad Morzem Japońskim, w prefekturze Yamagata. Ma powierzchnię 602,97 km². W 2020 r. mieszkały w nim 100 273 osoby, w 39 263 gospodarstwach domowych  (w 2010 r. 111 151 osób, w 38 860 gospodarstwach domowych) .

## Położenie
Miasto leży w północnej części prefektury nad Morzem Japońskim. Graniczy z miastami:
- Tsuruoka
- Nikaho
- Yurihonjō

## Historia
Miasto powstało 1 kwietnia 1933 roku.